# Aka Akasaka
Aka Akasaka (赤坂 アカ Akasaka Aka; * 29. August 1988 in Sado, Präfektur Niigata) ist ein japanischer Mangaka und Schriftsteller. Seine bekanntesten Werke sind Kaguya-sama: Love is War und Mein*Star.

## Werdegang
Bevor Akasaka im Jahr 2011 sein Debüt als Mangaka feierte, war er an der Produktion des Erogē Wonderful Everyday des Entwicklers KeroQ beteiligt. Seine erste Beteiligung an einem Manga war die Reihe Sayonara Piano Sonata von Hikaru Sugii, die zwischen 2011 und 2012 veröffentlicht wurde. Zwischen 2013 und 2015 veröffentlichte er die Mangareihe Ib: Instant Bullet.
Im Jahr 2015 startete er mit Kaguya-sama: Love is War eine neue Serie. Diese verhalf ihm zu erster internationaler Bekanntheit. Auch auf nationaler Ebene avancierte die Reihe zu einem Erfolg. Alleine im Jahr 2019 konnte sich die Mangaserie etwas mehr als vier Millionen Mal in Japan verkaufen. Im Jahr 2020 gewann er mit Kaguya-sama: Love is War den Shōgakukan-Manga-Preis. Auch erhielt der Manga eine Umsetzung als Anime-Fernsehserie und Live-Action-Film. Kaguya-sama: Love is War wurde im Oktober des Jahres 2022 offiziell abgeschlossen. Die Reihe umfasst insgesamt 28 Manga.
Im April des Jahres 2020 startete Akasaka die Mangareihe Mein*Star, die im deutschsprachigen Raum bei Altraverse erscheint. Die Zeichnungen werden von Mengo Yokoyari, dem Mangaka von Scum’s Wish beigesteuert. Mein*Star gewann eine Auszeichnung 2021 den Next Manga Award in der Printkategorie und wurde für den Shōgakukan-Manga-Preis, den Osamu-Tezuka-Kulturpreis und dem Kōdansha-Manga-Preis nominiert. Die Reihe verkaufte sich bis März 2023 rund viereinhalb Millionen Mal alleine in Japan.
Akasaka gab bekannt, nach dem Ende von Kaguya-sama: Love is War als Mangazeichner aufzuhören, um sich gänzlich auf das Schreiben von Geschichten konzentrieren zu können. Im April des Jahres 2023 startet Akasaka mit Renai Daikō einen neuen Manga, wobei die Zeichnungen von Illustratorin Nishikawa 5mm angefertigt werden.
Zudem schrieb Akasaka die Kurzgeschichte 45510, die als Vorlage für das Lied Idol von Yoasobi genutzt wurde.

## Veröffentlichungen

### Manga
- Sayonara Piano Sonata (さよならピアノソナタ, 2011–2012, 3 Bände, Geschichte von Hikaru Sugii, Charakterdesign von Ryō Ueda)
- Ib: Instant Bullet (ib インスタントバレット, 2013–2015, 5 Bände)
- Kaguya-sama: Love is War (かぐや様は告らせたい ～天才たちの恋愛頭脳戦～ Kaguya-sama wa Kokurasetai - Tensai-tachi no Renai Zunōsen, 2015–2022, 28 Bände)
- Mein*Star (【推しの子】 Oshi no Ko, 2020–2024, 16 Bände, Zeichnungen von Mengo Yokoyari)
- Renai Daikō (恋愛代行, 2023–2025, 4 Bände, Zeichnungen von Nishizawa 5mm)
- Märchen Crown (メルヘンクラウン, seit 2025, Zeichnungen von Ajichika, Gestaltung von Aoi Kujira)

### Kurzgeschichten
- 45510 (2023)

### Videospiel
- 2010: Wonderful Everyday (Background-Assets)